# Индуистские божества
В индуистском пантеоне насчитываются тысячи богов. В различных направлениях индуизма божества рассматриваются либо как личностные проявления безличного верховного Брахмана, либо как аватары верховного божества (Ишвары или Бхагавана), либо как могущественные существа, называемые дэвами. Индуистские божества, как правило, изображаются в человеческих или получеловеческих формах, с рядом личных атрибутов. Многие индуисты считают многочисленных божеств различными проявлениями единой изначальной реальности (Брахмана), многочисленными образами единого Бога. Таким образом, божества и поклонение им выступают средством общения с этим единым Богом.
В «Ригведе» описываются 33 божества, представляющие собой персонифицированные природные явления. В более поздних источниках можно встретить упоминания о 330 миллионах божеств. В тексте было использовано слово koti, которое может быть воспринято как «класс», «вид», но также и как «10 миллионов». Согласно одной точке зрения утверждения о миллионах богов вызваны неверным истолкованием текста, что подтверждается упоминанием 33 богов в других источниках. Согласно другой, число 330 миллионов является не результатом подсчета, но обозначением бесконечности и неограниченности божественного.

## Тримурти
- Брахма — творит вселенную в начале времени.
- Вишну — опекает вселенную в течение её существования; верховное божество в вайшнавизме.
- Шива — уничтожает вселенную в конце времён; верховное божество в шиваизме.

## Локапалы
- Индра — бог-воитель, Громовержец, божество дождя; хранитель востока.
- Сурья — божество солнца; хранитель юго-востока.
- Яма — божество смерти и справедливости, божество Закона; хранитель юга.
- Агни — божество огня; хранитель юго-запада.
- Варуна — божество вод; хранитель запада.
- Ваю — божество воздуха, ветра; хранитель северо-запада.
- Кубера — божество богатства; хранитель севера.
- Сома (Чандра) — божество Луны-Месяца; хранитель северо-востока.

## Общеиндийские боги
- Айяппа
- Ганеша
- Дурга
- Кали
- Кама
- Лакшми
- Парвати
- Сарасвати
- Сканда
- Хануман

## Ведийские божества
| Боги Ригведы | Боги Яджурведы | Боги Самаведы | Боги Атхарваведы |
| --- | -------------- | ------------- | ---------------- |
| - Абхасвары (группа божественных существ) - Агни - Адити - Адитьи (группа богов) - Анша - Анилы (группа божественных существ) - Апам Напат - Апас - Ашвины - Брахманаспати - Брихаспати - Бхага - Варуна - Вастошпати - Вач - Ваю - Вишвакарман - Вишведевы (группа богов) - Вишну - Дадхикра - Дакша - Дьяус - Индра - Манью - Маруты (группа богов) - Махараджики (группа божественных существ) - Митра - Парджанья - Притхиви - Пуруша - Пушан - Рибху - Рудра - Рудры (группа божественных существ) - Савитар - Сарасвати - Сома - Сурья - Таркшья - Тушиты (группа божественных существ) - Ушас - Яма - Арьяман |                |               |                  |

## Пантеон вишнуизма

### АватарыВишну
Существует десять основных аватар Вишну — Маха-аватары. Общий список аватар Вишну насчитывает около 30 имён.
1. Матсья
2. Курма
3. Вараха
4. Нарасимха
5. Вамана
6. Парашурама («Рама с топором»)
7. Рама — главные аватары Вишну, ставшие независимыми объектами важнейших индуистских культов и обладавшие собственной мифологией. Часто Кришна рассматривается не как одно из воплощений, а как полная и совершенная манифестация Вишну.
8. Кришна и Баларама
9. Будда — в аватаре Будды Вишну соблазняет нестойких в вере отказаться от религиозного долга и почитания вед и тем самым обрекает их на гибель.
10. Калки (санскр. «белый конь»)